# Das Riesenspielzeug

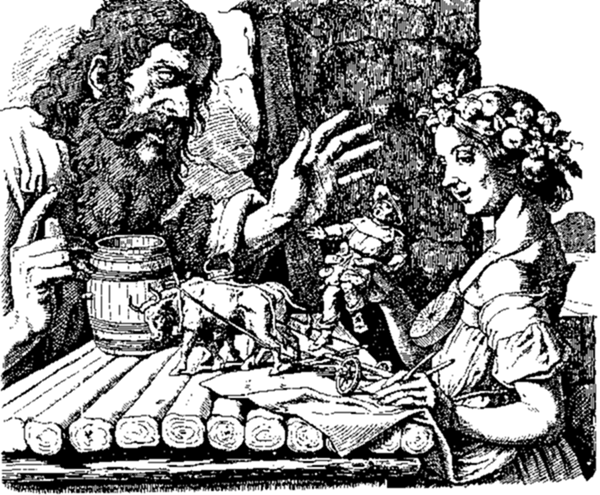
Illustration

Das Riesenspielzeug (frz.: la légende du Nideck) ist eine alte elsässische Sage, die literarisch unter anderem von den Brüdern Grimm, Adelbert von Chamisso, Ludwig Bechstein und Emil Strauß aufgenommen wurde und damit Eingang in die schriftliche Überlieferung fand. Die Version von Adelbert von Chamisso ist die wohl bekannteste. Die Sage spielt auf Burg Nideck im elsässischen Oberhaslach. Noch heute sind die Burgruine und das Dorf Ziel zahlreicher kulturell interessierter Wandertouristen.

## Handlung
In allen überlieferten Versionen handelt die Sage von der Tochter der Herren von „Niedeck“, eines Riesengeschlechts, das auf der „Burg Niedeck“ lebt. Sie findet bei einem Ausflug Bauern, die das Feld bestellen, hält sie für Spielzeug und nimmt sie mitsamt Wagen, Pflug und Zugtier auf die Burg mit. Dort wird sie vom Vater zurechtgewiesen, dass die Riesen auf die Arbeit der Bauern angewiesen seien, und dass sie deshalb die vermeintlichen Spielfiguren wieder zurückbringen müsse.

## „Das Riesenspielzeug“

### Chamisso

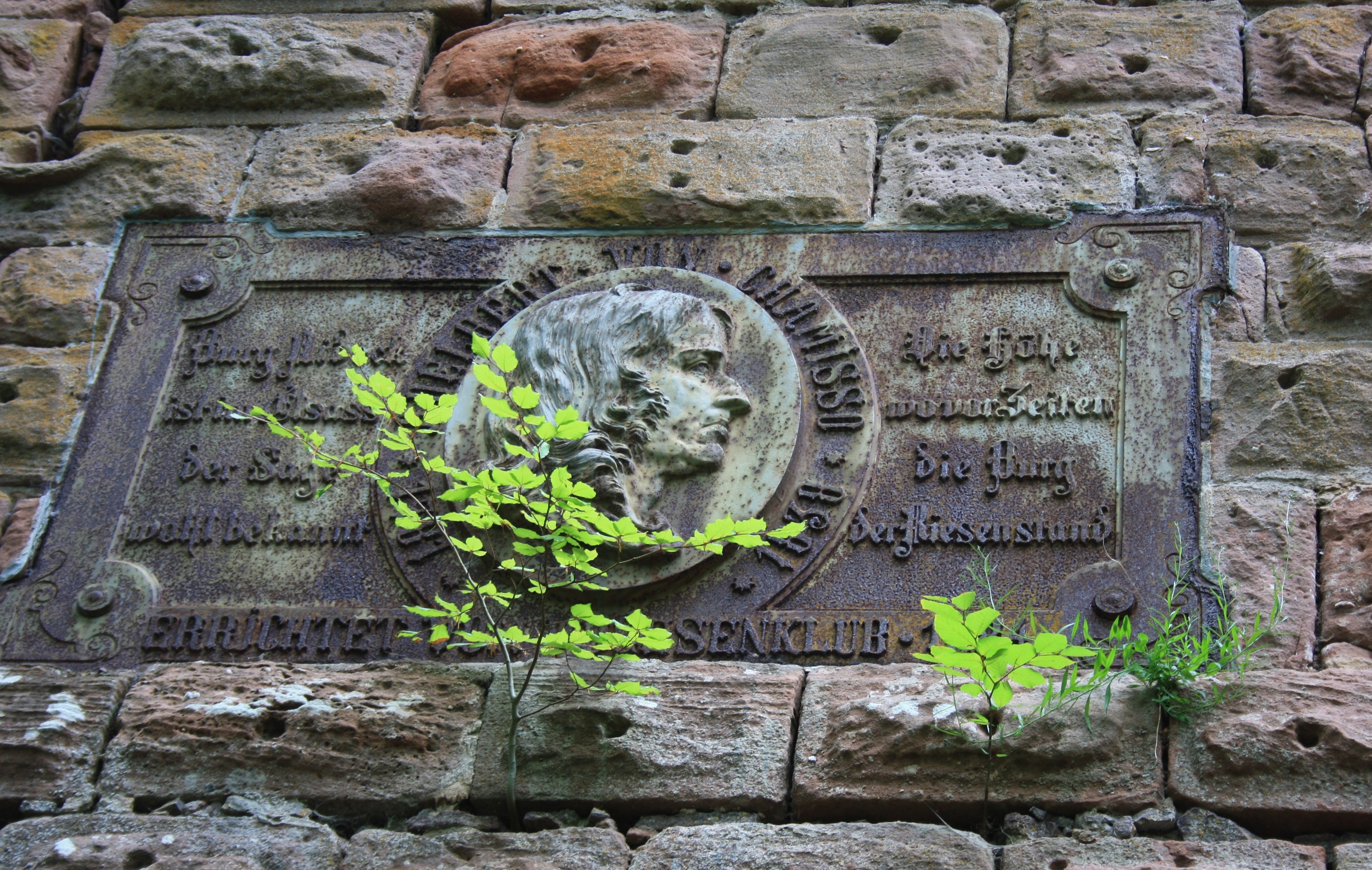
Chamisso-Gedenkplakette auf Burg Nideck mit Zitat des Gedichtanfangs

Die Ballade vom Riesenspielzeug (1831) bedeutete für Adelbert von Chamisso den Durchbruch zu allgemeiner Anerkennung als Dichter.
Das Riesen-Spielzeug.

Burg Niedeck ist im Elsaß der Sage wohl bekannt,

Die Höhe, wo vor Zeiten die Burg der Riesen stand;

Sie selbst ist nun verfallen, die Stätte wüst und leer,

Du fragest nach den Riesen, du findest sie nicht mehr.

Einst kam das Riesen-Fräulein aus jener Burg hervor,

Erging sich sonder Wartung und spielend vor dem Thor

Und stieg hinab den Abhang bis in das Thal hinein,

Neugierig zu erkunden, wie’s unten möchte sein.

Mit wen’gen raschen Schritten durchkreuzte sie den Wald,

Erreichte gegen Haslach das Land der Menschen bald,

Und Städte dort und Dörfer und das bestellte Feld

Erschienen ihren Augen gar eine fremde Welt.

Wie jetzt zu ihren Füßen sie spähend niederschaut,

Bemerkt sie einen Bauer, der seinen Acker baut;

Es kriecht das kleine Wesen einher so sonderbar,

Es glitzert in der Sonne der Pflug so blank und klar.

Ei! artig Spielding! ruft sie, das nehm’ ich mit nach Haus.

Sie knieet nieder, spreitet behend ihr Tüchlein aus,

Und feget mit den Händen, was da sich alles regt,

Zu Haufen in das Tüchlein, das sie zusammen schlägt;

Und eilt mit freud’gen Sprüngen, man weiß, wie Kinder sind,

Zur Burg hinan und suchet den Vater auf geschwind:

Ei Vater, lieber Vater, ein Spielding wunderschön!

So Allerliebstes sah ich noch nie auf unsern Höh’n.

Der Alte saß am Tische und trank den kühlen Wein,

Er schaut sie an behaglich, er fragt das Töchterlein:

Was Zappeliges bringst du in deinem Tuch herbei?

Du hüpfest ja vor Freuden; laß sehen, was es sei.

Sie spreitet aus das Tüchlein und fängt behutsam an,

Den Bauer aufzustellen, den Pflug und das Gespann;

Wie alles auf dem Tische sie zierlich aufgebaut,

So klatscht sie in die Hände und springt und jubelt laut.

Der Alte wird gar ernsthaft und wiegt sein Haupt und spricht:

Was hast du angerichtet? das ist kein Spielzeug nicht!

Wo du es hergenommen, da trag’ es wieder hin,

Der Bauer ist kein Spielzeug, was kommt dir in den Sinn!

Sollst gleich und ohne Murren erfüllen mein Gebot;

Denn, wäre nicht der Bauer, so hättest du kein Brod;

Es sprießt der Stamm der Riesen aus Bauernmark hervor,

Der Bauer ist kein Spielzeug, da sei uns Gott davor!

Burg Niedeck ist im Elsaß der Sage wohlbekannt,

Die Höhe, wo vor Zeiten die Burg der Riesen stand,

Sie selbst ist nun verfallen, die Stätte wüst und leer,

Und fragst du nach den Riesen, du findest sie nicht mehr.

### Metrik
Die Ballade besteht aus 11 Strophen, wobei die erste und letzte nahezu identisch sind.
Jede Strophe besteht aus 4 Versen.
Es liegt ein Paarreim vor.
Das Versmaß ist jambisch und die Kadenzen männlich.
Jeder Vers enthält 6 Hebungen. Notiert man die Zeile im System von Andreas Heusler in musikalischen Takten statt in Versfüßen, beginnt jede Zeile mit einem Auftakt, die jeweils dritte Hebung füllt den ganzen Takt (eine halbe Note statt zwei Viertel), es folgen vier weitere Takte, deren erster Taktteil betont ist (der ganze Takt wäre als Versfuß gesehen dann ein Trochäus), der zweite Taktteil des letzten Taktes ist pausiert, also nicht realisiert. Auf diese Weise hat jeder Vers 7 Takte aus 7 Hebungen.
Chamisso bedient sich hier einer metrisch geglätteten Zeilen- und Strophenform, die bereits im 12. Jahrhundert bei einem frühen Minnesänger, dem Kürenberger auftritt, und in der auch das Nibelungenlied abgefasst ist. Vgl. auch Nibelungenstrophe.
Beispiel in Versfuß-Notation (ia= jambisch):
Burg Niedeck ist im Elsaß der Sage wohl bekannt,

Die Höhe, wo vor Zeiten die Burg der Riesen stand;

Sie selbst ist nun verfallen, die Stätte wüst und leer,

Du fragest nach den Riesen, du findest sie nicht mehr.
A ia 6 x X x X x X x x X x X x X

B ia 6 x X x X x X x x X x X x X

A ia 6 x X x X x X x x X x X x X

B ia 6 x X x X x X x x X x X x X

## Rezeption
1934 veröffentlichte Emil Strauß seinen Roman „Das Riesenspielzeug“.